# Dithiatetraazaadamantantetroxid
Dithiatetraazaadamantantetroxid ist eine chemische Verbindung aus der Gruppe der Adamantane.
Dithiatetraazaadamantantetroxid wirkt als nichtkompetitiver GABAA-Rezeptor-Antagonist und ist ein starkes Krampfgift. Die Verbindung ist fünfmal toxischer als Strychnin.

## Geschichte
Die Verbindung wurde erstmals 1933 synthetisiert. Während des Zweiten Weltkriegs wurde bei der Suche nach einer unentflammbarem Faser Material mit Sulfamid und Formaldehyd imprägniert, wobei die Arbeiter schwere Vergiftungserscheinungen erlitten. 1949 wurde von Gerhard Hecht und Hans Henecka das Dithiatetraazaadamantantetroxid als Verursacher ausgemacht und über die Synthese berichtet. Im selben Jahr wurde die Verbindung von der Bayer AG als Rodentizid patentiert. 1959 gelangte das Wissen über die Synthese von Dithiatetraazaadamantantetroxid und seine Anwendung als Rattengift in die Volksrepublik China. Die Herstellung und Verwendung von TETS ist seit 1984 weltweit verboten.

## Gewinnung und Darstellung
Dithiatetraazaadamantantetroxid lässt sich durch Kondensation von Sulfamid mit Formaldehyd in salzsaurer Lösung darstellen.

## Verwendung
Dithiatetraazaadamantantetroxid wurde als Rodentizid verwendet. Obwohl die Verbindung in der VR China seit 1984 verboten ist, kam es dort noch in den 2000er Jahren zu Massenvergiftungen.